# Gramatický význam

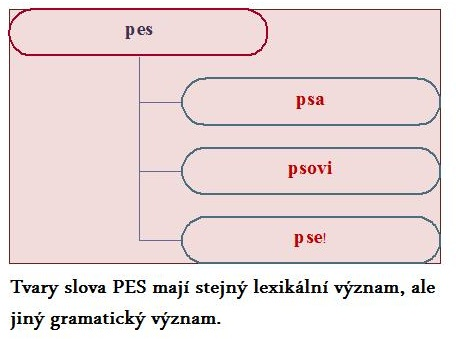
Gramatický význam

Gramatický význam je protikladem lexikálního významu. Jednotlivé tvary lexému mají stejný lexikální význam, ale liší se významem gramatickým. Např. tvary pes x psi mají různý gramatický význam - slovo pes je singulár a slovo psi plurál, ale lexikální význam mají stejný, oba označují psovitou šelmu.
V užití těchto významů se jednotlivé jazyky liší. Zatímco některé se vyjadřují s pomocí gramatických prostředků, jiné ve stejné situaci použijí prostředky lexikální.
Kromě lexikálního a gramatického významu existuje také slovotvorný význam.

## Funkce jazyka
Podle Viléma Mathesia vzniká věta spojením dvou aktů - pojmenovávacího a usouvztažňovacího.
- Pojmenovávací akt

Přiřazuje pojmu jazykový význam.
- Usouvztažňovací akt

Uvádí pojmenování do syntaktických vztahů podle mluvnických pravidel daného jazyka.
Funkce jazyka podle Mathesia nesouvisejí se sociolingvisticko-pragmalingvistickou teorií funkce komunikace.
Gramatický význam vstupuje do věty aktem usouvztažňovacím a lexikální význam aktem pojmenovávacím. Mezi těmito akty ale neexistuje jasná hranice. Např. ve větě „Udělat domovní prohlídku“ můžeme slovo „domovní“ zaměnit jinými slovy jako „důkladnou“, „rychlou“ apod. Ve skutečnosti byla pojmenovávací jednotka „prohlídka“ rozvita pojmenovávací jednotkou „domov“. Podobu přídavného jména „domovní“ získala proto, že není ničím rozvita. Pokud by byla lexikální jednotka „domov“ něčím rozvíjena, pak by ztratila podobu přídavného jména a vystupovala by jako podstatné jméno, např. „Udělat prohlídku celého domu“ nebo „Udělat prohlídku domu v sousedním městě“. Toto je důkaz toho, že gramatický a lexikální význam se mohou kontextově střídat.